# Sing for Me
Sing for Me är en poplåt, skriven av Andreas Johnson och Peter Kvint. Andreas Johnson sjöng sången i den svenska Melodifestivalen 2006. Den tog sig till final från den första deltävlingen i Leksand och väl i finalen slutade det med en tredje plats.
Singeln placerade sig på den svenska singellistan. Melodin gick direkt in på första plats på Svensktoppen den 9 april 2006 . Den 24 september 2006  hade den legat där i 25 omgångar, men därefter slogs den ut . Den slog dock rekord för att ha legat längst på Svensktoppen av 2006 års melodifestivalbidrag. "Sing for Me" gick också in direkt på första platsen på Trackslistan där den blev årets tredje största hit. Låten nominerades också till årets låt i P3 Guld och i Aftonbladets Rockbjörnen. 
Sångtexten uppmanar människor att sjunga för glatta livet.

## Listplaceringar
| Lista (2006) | Topplacering |
| ------------ | ------------ |
| Sverige      | 2            |